# 九月寓言
《九月寓言》是中国山东作家张炜的一部长篇小说，发表于1991年。小说包含着对现代文明的思考以及对传统农业社会的留恋。这部小说体现了作者进入90年代后的那种浪漫主义抒情风格。该小说被上海《文汇报》评为“九十年代最有影响力的十部作品”之一。

## 情节
故事发生在一个叫“小村”的村子里，外人叫这个村“（鱼廷）鲅”，所有故事发生在九月。村裡人以红薯为生，有很多人吃蒸红薯噎死。忆苦思甜是小村人的精神生活，由一个叫“金祥”的男人，一个叫“闪婆”的女人主持。小村附近有个煤矿工区，逐步向小村方向掘过来。
第一个来到小村的刘干挣，他的儿子“龙眼”一出生就头发全白。村长“赖牙”的妻子“大脚肥肩”很是跋扈，“独眼义士”是“大脚肥肩”的老相好，他为了找“负心嫚儿”（也就是大脚肥肩）而奔波了一生，最终在“小村”寻到她并死在了那里，他总趁赖牙不在去他家。逃荒女人“庆余”教会小村人煎饼，她曾被恶霸“金友”强奸，后嫁给金祥，金祥死后又嫁给了牛杆。刘干挣由于不满赖牙当村长，联合方起造反，但被民兵头子出卖。二人受尽折磨，方起自杀。
小村里的鸡自从工区的人们来了就开始丢，农民们认为是工区的人偷走了，讽刺地称工人阶级为“工人捡鸡儿”。工程师的儿子廷芳由于盯着村裡姑娘“肥”看而被村裡人殴打。漂亮的小村姑娘“赶鹦”爱上工程师，后者之前曾和大脚肥肩勾搭，又和赶鹦之父“红小兵”做了朋友。红小兵拼命阻止女儿和工程师来往。三兰子常到工区捡螺帽，和林子里的小男人玩儿，后来又和“语言学家”好上，岂知后者本有家庭，怀孕后被抛弃只有堕胎——“把身子弄干净”，后来嫁给大脚肥肩的儿子争年，不堪大脚肥肩的虐待，最后食毒自杀。金友老婆“小豆”到烧锅炉工人“小驴”那儿洗澡，小驴被金友等人打得半死。金友最后被闪婆的后代“欢业”所杀。
欢业逃跑后碰到一群流浪汉，其中一个姑娘“棘儿”给他做了媳妇儿，但欢业最终还是得了“相思病”，决定回小村。
“肥”是唯一一个成功跑出小村的人，和工程师的儿子“挺芳”坐汽车离开这里，待他们再回来时，小村已经不存在了——也就是小说开篇的描述。

## 风格
小说受到魔幻现实主义的影响，对时间采取了模糊化的叙事方式，有与鬼魂对话等夸张的情节。整部小说没有什么中心人物，写的是一个群体的流浪。叙事高度寓言化，在“奔跑”和“停吧”两个意向中来回跳转。